# Hans Sassmann (Politiker)
Hans Sassmann (* 6. Juni 1892 in Mauer bei Melk; † 10. Jänner 1968 in St. Pölten) war ein österreichischer Politiker (ÖVP) und Landwirt. Sassmann war von 1945 bis 1962 Landtagspräsident des Landtags von Niederösterreich.

## Werdegang
Sassmann absolvierte eine Kaufmannslehre und war von 1913 bis 1919 im Militärdienst bzw. russischer Kriegsgefangenschaft. Er wirkte zwischen 1923 und 1928 als Fürsorgerat der Stadt St. Pölten und war ab 1925 Ortsbauernratsobmann. Zudem wirkte er im Niederösterreichischen Bauernbund und in landwirtschaftlichen Genossenschaft. Sassmann war von 1934 bis 1938 Stadtrat in St. Pölten, wo er auch eine Landwirtschaft betrieb. Nach der Machtübernahme der Nationalsozialisten wurde er 1938 kurzfristig aus politischen Gründen verhaftet. 
Nach dem Zweiten Weltkrieg wurde Sassmann 1945 Obmann der Bezirksbauernkammer und hatte mehrere Funktionen in landwirtschaftlichen Genossenschaften inne. Er vertrat die ÖVP zwischen dem 12. Dezember 1945 und dem 19. Juni 1962 im Landtag und war gleichzeitig Erster Landtagspräsident, wobei er mit 17 Jahren im Amt der am längsten amtierende Landtagspräsident war. Sassmann wurde der Berufstitel Ökonomierat und 1962 der Ehrenring des Landes Niederösterreichs verliehen.